# Roman Szełemej
Roman Szełemej (ur. 27 lutego 1960 w Wałbrzychu) – polski lekarz, kardiolog, doktor nauk medycznych, samorządowiec, od 2011 prezydent Wałbrzycha.

## Życiorys
W 1979 ukończył II Liceum Ogólnokształcące im. Hugona Kołłątaja (uczęszczał do klasy o profilu matematyczno-fizycznym). Kontynuował edukację na Wydziale Lekarskim Akademii Medycznej im. Piastów Śląskich we Wrocławiu. Po otrzymaniu w 1985 dyplomu rozpoczął staż lekarski w ówczesnym Szpitalu Górniczym w Wałbrzychu. Rok później objął funkcję młodszego asystenta na oddziale chorób wewnętrznych. W 1996 uzyskał na macierzystej uczelni stopień naukowy doktora na podstawie rozprawy zatytułowanej Zastosowanie programowanych ćwiczeń fizycznych w rehabilitacji chorych z zaawansowaną niewydolnością krążenia. Ukończył specjalizacje w zakresie chorób wewnętrznych i kardiologii.
W 1999 został zastępcą ordynatora Oddziału Internistyczno-Kardiologicznego Specjalistycznego Szpitala im. dra Alfreda Sokołowskiego w Wałbrzychu. W 2000 objął stanowisko ordynatora. Dwa lata później został dyrektorem tego szpitala. W 2003 powołany przez marszałka województwa dolnośląskiego na stanowisko pełnomocnika ds. konsolidacji szpitali wałbrzyskich. W 2005 był zastępcą dyrektora ds. lecznictwa w wałbrzyskim Specjalistycznym Szpitalu im. dra Alfreda Sokołowskiego w Wałbrzychu. W tym samym roku zaczął pełnić w nim funkcję ordynatora oddziału kardiologicznego. W 2008 został ponownie także wicedyrektorem, w tym samym roku objął stanowisko pełnomocnika zarządu województwa ds. polityki zdrowotnej.
26 maja 2011 premier Donald Tusk powierzył mu pełnienie funkcji prezydenta Wałbrzycha w związku z rezygnacją złożoną przez Piotra Kruczkowskiego. Roman Szełemej wystartował także w przedterminowych wyborach na urząd prezydenta miasta, które przeprowadzono 7 sierpnia 2011. Kandydował jako niezależny z poparciem ze strony Platformy Obywatelskiej (do której później wstąpił). Wygrał w pierwszej turze, uzyskując poparcie około 60% głosujących. 11 sierpnia 2011 został zaprzysiężony na ten urząd.
W 2014 z powodzeniem ubiegał się jako kandydat PO o reelekcję, uzyskując w pierwszej turze 84% głosów. Również w 2018 został wybrany w pierwszej turze z poparciem 84% głosujących.
We wrześniu 2021 został dyscyplinarnie zwolniony z wałbrzyskiego szpitala (w którym pozostawał zatrudniony na część etatu jako lekarz i ordynator), co uzasadniono „rażącym naruszeniem podstawowych obowiązków pracowniczych”. Roman Szełemej ocenił tę decyzję jako motywowaną politycznie. W lipcu 2022 decyzją sądu pracy został przywrócony na wcześniej zajmowane stanowisko w tym szpitalu. W późniejszym czasie między stronami doszło do zawarcia ugody.
W 2024 po raz kolejny wybrano go na urząd prezydenta Wałbrzycha (w pierwszej turze otrzymał 70% głosów).

## Odznaczenia
- Złoty Krzyż Zasługi – 2015[11]
- Srebrny Krzyż Zasługi – 2005[12]
- Srebrny Medal za Zasługi dla Policji – 2024[13]
- Odznaka Honorowa za Zasługi dla Samorządu Terytorialnego – 2025[14]

## Wyróżnienia
Wyróżniony tytułem „Zasłużony dla miasta Wałbrzycha” (2008), a także wyróżnieniami branżowymi („Menedżer rynku zdrowia”, „Menedżer Roku 2010 w ochronie zdrowia”) oraz tytułem „Samorządowiec Roku 2019” przyznanym przez czasopismo „Wspólnota”.
Wyróżniany przez „Newsweek Polska” zaliczeniem do 15 najlepszych prezydentów miast w Polsce w rankingu tego tygodnika.